# Wreckorder
Wreckorder은 프랜시스 힐리의 첫 솔로앨범이다. 이 앨범은 2010년 10월 4일 그의 개인 레이블 "Wreckord Label"에서 발매되었다. 2009년 말부터 베를린과 뉴욕에서 녹음하였으며 2010년 초에 버몬트주에서 녹음을 마쳤다. 이머리 도빈스에 의해 제작되었으며 폴 매카트니, 네코 케이스, 노아 앤 더 웨일의 톰 홉든이 녹음에 참가했다. 이 앨범은 스탠더드 형식과 디럭스 형식으로 발매되었으며 처음 발매했을 때 UK 앨범 차트 76위에 올랐다.

## 트랙 리스트
1. "In the Morning" - 2:53
2. "Anything" - 4:14
3. "Sing Me to Sleep" (feat. 네코 케이스) - 3:59
4. "Fly in the Ointment" - 3:13
5. "As It Comes" - 2:45
6. "Buttercups" - 3:56
7. "Shadow Boxing" - 4:35
8. "Holiday" - 3:42
9. "Rocking Chair" - 3:06
10. "Moonshine" - 2:35

디럭스 에디션 보너스 트랙
11. "Sierra Leone" - 3:11
12. "The Making of Wreckorder" (Video)
아이튠즈 보너스 트랙
11. "Sierra Leone" - 3:11
12. "As It Comes" (Demo) - 2:56
13. "Zebra" - 3:23
일본판 보너스 트랙
11. "Sierra Leone" - 3:11
12. "Buttercups" (Instrumental) - 3:56
13. "Robot (Skit for Comedy Show)" - 2:29